# Бадді Адлер
Морис Бадді Адлер (англ. Buddy Adler; 22 червня 1909 — 12 липня 1960) — американський кінопродюсер та колишній глава виробництва студії «20th Century Fox».
Родився в Нью-Йорку в єврейській сім'ї. Почав кар'єру в відділі реклами швейної фірми свого батька (ліфт взуття). В 1940 році він одружився з актрисою Анітою Луіз (1915—1970), від шлюбу з якою мав двох дітей.
У 1954 році його фільм «Звідси – у вічність» отримав премію Американської кіноакадемії за кращий фільм, а в 1956 році його фільм «Любов — сама велика вечірка на світі» була номінована за кращий фільм. Адлер також був режисером фільму 1956 року «Автобусна зупинка» з Мерилін Монро в головній ролі.
В 1957 році отримала Нагоду імені Ірвінга Тальберга. В наступному році він отримав премію Сесіля Б. Де Мілля за вклад в кіно.
Бадді Адлер помер від раку легенів у 51-річному віці в Лос-Анджелесі й був похований на кладовищі Форест-Лон (Глендейл). Його вдова померла десять років потому.